# Nymphée de Chatou
Le nymphée de Chatou est un nymphée, une fontaine dans une grotte artificielle, situé à Chatou, en France, à proximité de la Seine, dans l'ancien jardin du contrôleur général des finances Henri Léonard Jean Baptiste Bertin.
Le monument a été inscrit aux monuments historiques en 1952. Il a été racheté par la commune fin 2021.

## Description
Ce nymphée était un élément de décoration du jardin et un élément s'intégrant dans un domaine à vocation à la fois agricole et horticole, aujourd'hui disparu, du contrôleur général des finances de Louis XV, Bertin. Une voute en forme de coquille est construite à sa création au XVIIIe siècle, portée par 18 colonnes disposées en arc-de cercle, avec des incrustations de minéraux, de pierres meulières, de coquillages, de scories et de résidus de fonderie donnant à l'ensemble un caractère polychrome,,.
Cette voûte abrite la fontaine et le bassin d'eau, avec un point de vue sur la Seine et l’île de Chatou, dénommée depuis île des Impressionnistes.

## Localisation
Ce nymphée est situé sur la commune de Chatou, dans le département français des Yvelines, à proximité de la Seine et du pont de Chatou, le long du quai du Nymphée et des berges de Seine, dont il est séparé par un mur et une voie routière. Il a longtemps fait partie d'une propriété privée accessible avenue du château de Bertin. Mais il est envisagé d'aménager un accès par le quai et les berges de Seine (l'échéance indicative mentionnée sur le site communal est fin 2022),,.

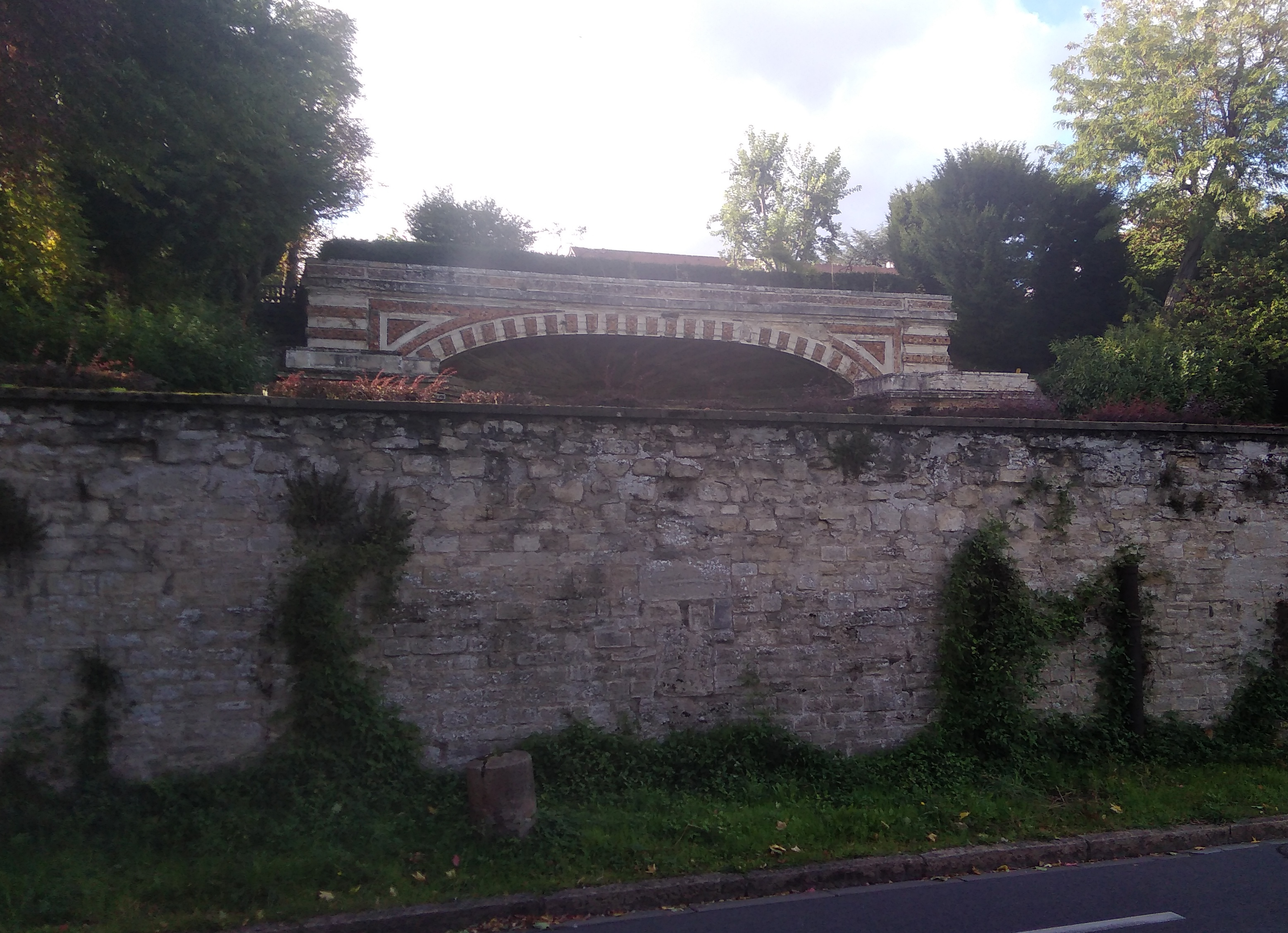
L'ouvrage, encore inaccessible depuis le quai du Nymphée en octobre 2022.

## Historique
Ce nymphée a été réalisé à la demande de Bertin, sous la conception et direction de Jacques-Germain Soufflot, l'architecte du Panthéon de Paris, aidé de Jean Rondelet (qui participe également, peu de temps après, comme assistant de Soufflot, à l'édification du Panthéon parisien et y prend le relais de Soufflot après la mort de celui-ci en 1780). L'édifice, achevé en 1777, a une fonction de décoration mais constitue aussi un des éléments d'un système d'irrigation du domaine de Bertin. Après la Révolution française de 1789, Bertin émigre en 1791, et meurt à l'étranger.
En 1804, pendant le Premier Empire, l'ancien parlementaire et polémiste janséniste Louis Silvy fait l'acquisition de l'ex-domaine de Chatou de Bertin. Bien que le domaine a perdu de sa splendeur depuis l'émigration de Bertin, il conserve une exploitation maraîchère, un parc à l'anglaise, un jardin d'acclimatation, une orangerie, une bergerie, des terres, un château de soixante-douze pièces, construit en 1780, toujours par l'architecte Soufflot, et bien sûr le nymphée. L'achat témoigne de l'intérêt de Silvy pour l'agronomie, d'autant plus que Silvy y adjoint une grange. Il poursuit l'élevage de moutons, qui fait l'objet d'une réglementation municipale sur le droit de pâturage. Il semble avoir revendu ce domaine en 1812. Le monument reste ensuite longtemps au sein d'une propriété privée. Le parc et le château disparaissent au profit de lotissements : Chatou, comme la bourgade voisine du Vésinet, sont au XIXe siècle des communes en expansion démographique. Une première restauration a lieu en 1828 et une autre en 1969. Malgré ces travaux, un article du Monde en 1999 signale que l'état de l'édifice est alors dégradé. Il est déclaré en péril par les services de l’État en 2002, puis l'alerte est renouvelée en 2015.
Fin 2021, il est racheté par la commune de Chatou, qui annonce vouloir mener une nouvelle restauration et le désenclaver par rapport aux berges de Seine,,.
L'édifice est inscrit au titre des monuments historiques depuis 1952.